# Токарь, Роман Александрович
Роман Александрович Токарь — советский строитель, член-корреспондент Академии строительства и архитектуры СССР, кандидат технических наук.

## Биография
Родился в 1905 году в Москве. Член КПСС.
Окончил Московское высшее инженерно-строительное училище.
В 1932—1941 гг. — научный сотрудник НИИОСП.
Участник Великой Отечественной войны: заместитель командира, командир сапёрного батальона 352-й стрелковой дивизии, командир инженерного батальона 5-й армии, командир 296-го инженерного батальона, командир 203-го инженерного батальона, начальник штаба 32-й инженерной бригады.
В 1945—1948 гг. — начальник проектно-изыскательской конторы треста «Военморстрой».
В 1948—1955 гг. — научный сотрудник, в 1955—1970 гг. — директор НИИОСП имени Н. М. Герсеванова.
Умер в 1981 году в Москве.

## Награды
- Орден Ленина (11.08.1966)
- Орден Красного Знамени (17.07.1944)
- Орден Суворова III степени (05.10.1943)
- Орден Отечественной войны II степени (29.04.1945)
- Орден Красной Звезды (15.06.1943)